# Saint-Sulpice-d'Arnoult
Saint-Sulpice-d'Arnoult is een gemeente in het Franse departement Charente-Maritime (regio Nouvelle-Aquitaine) en telt 491 inwoners (1999). De plaats maakt deel uit van het arrondissement Saintes.

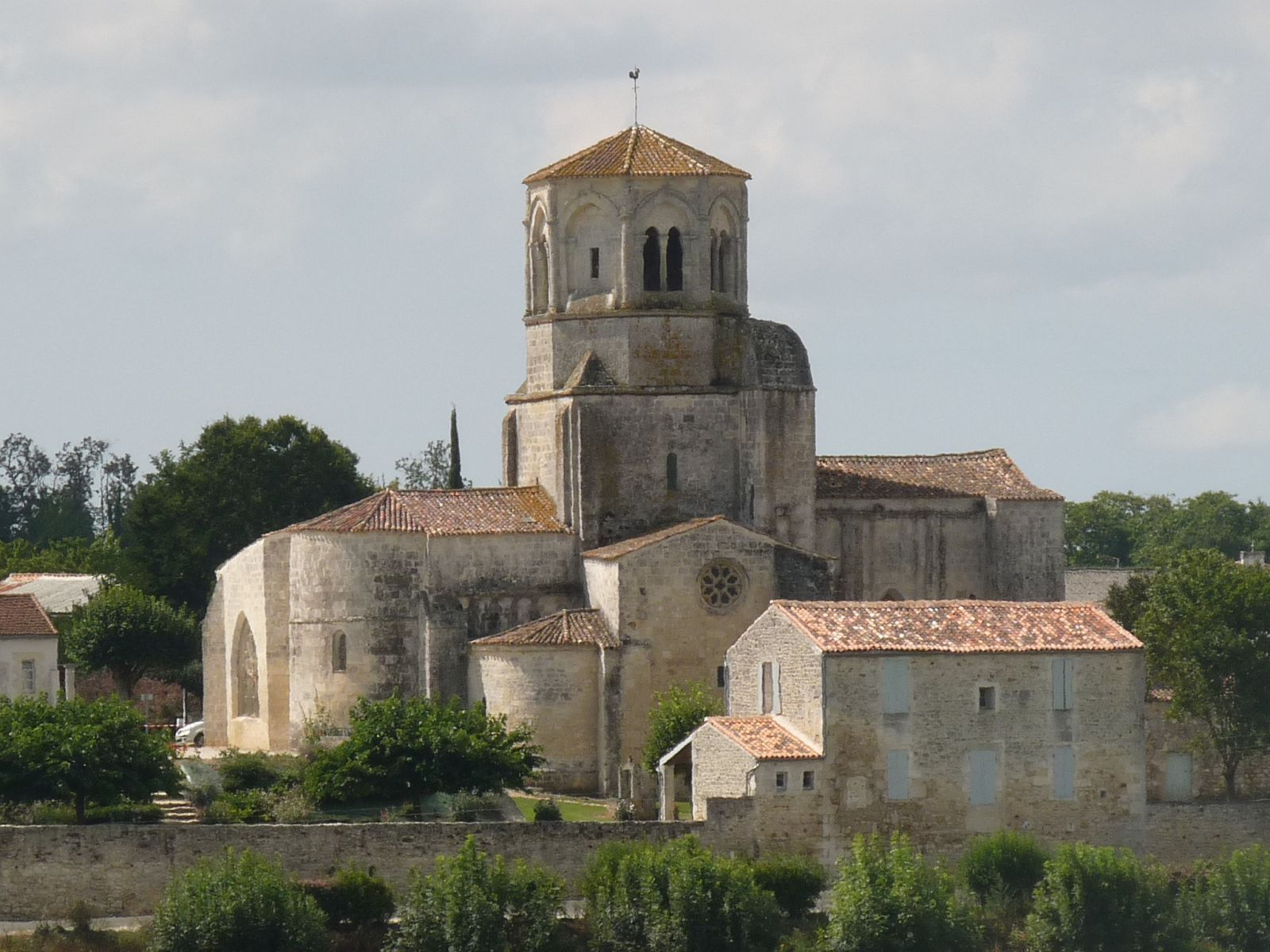
Kerk van Saint-Sulpice-d'Arnoult
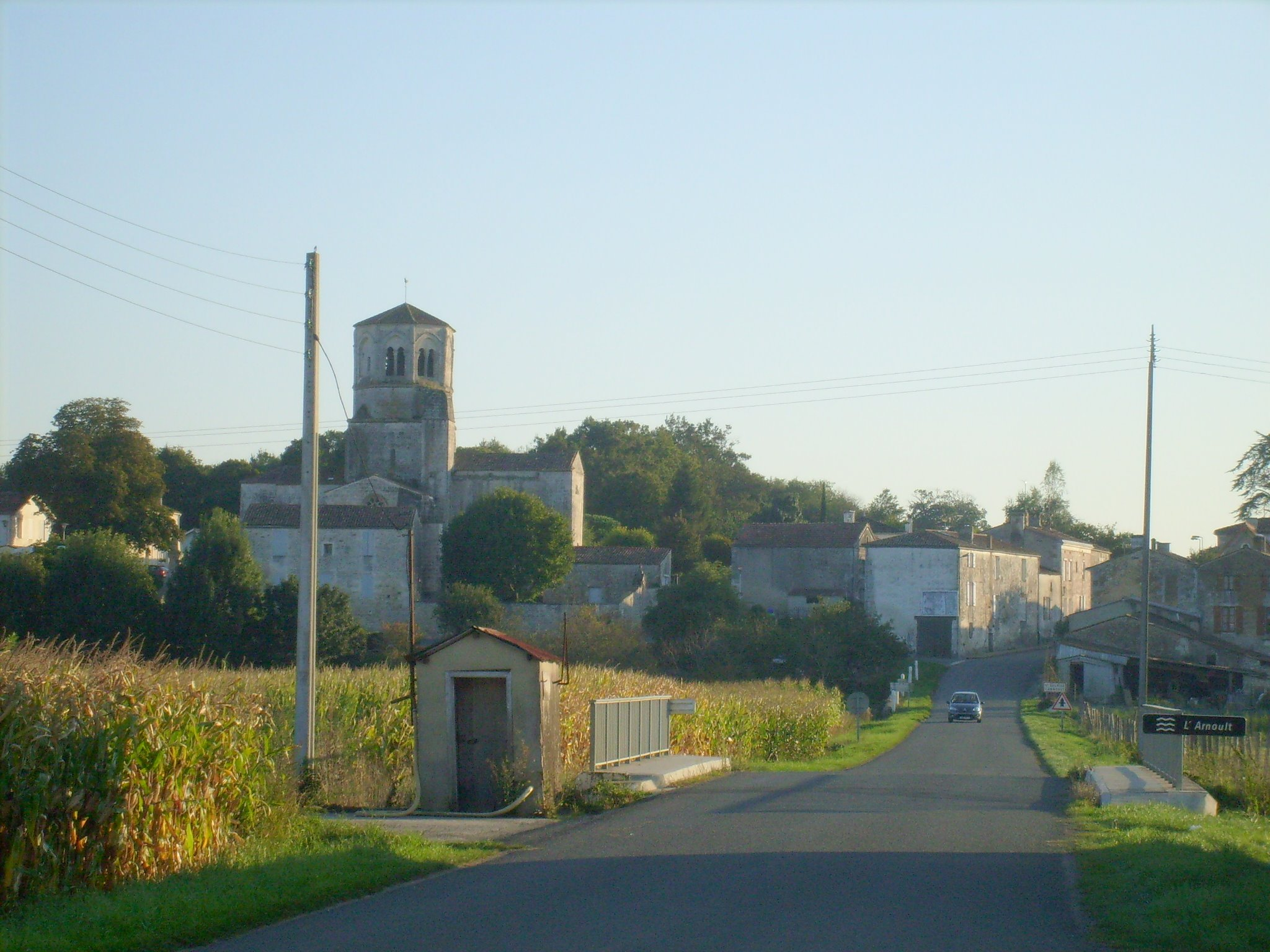
Saint-Sulpice-d'Arnoult

## Geografie
De oppervlakte van Saint-Sulpice-d'Arnoult bedraagt 16,0 km², de bevolkingsdichtheid is 30,7 inwoners per km².
De onderstaande kaart toont de ligging van Saint-Sulpice-d'Arnoult met de belangrijkste infrastructuur en aangrenzende gemeenten.

## Demografie
Onderstaande figuur toont het verloop van het inwonertal (bron: INSEE-tellingen).